# خورخي أغيري
خورخي أغيري (بالإسبانية: Jorge Aguirre de Céspedes) هو لاعب كرة قدم إسباني في مركز الهجوم، ولد في 5 يناير 2000 في Lesaka ‏ في إسبانيا. لعب مع ريال سوسيداد ب.